# 神戸市出身の人物一覧
神戸市出身の人物一覧（こうべししゅっしんのじんぶついちらん）は、兵庫県神戸市出身の人物およびゆかりの人物の一覧。

## 出身人物

### 政治・経済・行政・軍事
| - 秋野公造（参議院議員） - 朝倉次郎（川崎汽船社長） - 芦田信（JCRファーマ創業者） - 阿多親市（マイクロソフト日本法人社長） - 荒木直也（エイチ・ツー・オー リテイリング社長） - 粟田貴也（トリドールホールディングス創設者） - 生島五三郎（検事、弁護士） - 石井廣治（タイヘイレコード社長、兵庫県議会議員） - 石川雅恵（国際公務員、国際連合女性機関日本事務所長） - 石原慎太郎（小説家、第14-17代東京都知事、第58代運輸大臣、第8代環境庁長官） - 岩田眞二郎（ベネッセホールディングス取締役会長） - 今崎幸彦（第21代最高裁判所長官） - 江崎勝久（江崎グリコ社長） - 扇千景（女優、第26代参議院議長、初代・第2代国土交通大臣、第77代運輸大臣、第72代北海道開発庁長官、第69代建設大臣、第36代国土庁長官、参議院議員） - 岡田康裕（第17代加古川市長） - 賀川豊彦（牧師、東久邇宮内閣参与、貴族院勅選議員） - 樫野孝人（CAP代表取締役、かもめ地域創生研究所理事） - 加藤進（観光庁次長） - 木下勝寿（北の達人コーポレーション創業者・社長、FM NORTH WAVE会長） - 國光宏尚（gumi創業者・ファウンダー代表取締役会長） - 黒岩祐治（公選第17-19代神奈川県知事、ニュースキャスター） - 小島秀雄（海軍少将） - 小寺源吾（大日本紡績社長） - 小寺新六郎（ユニチカ社長） - 小寺成蔵（兵庫県士族、大日本紡績監査役、小寺源吾の養父） - 小寺敬一（関西学院高等商業学部教授、阪神間モダニズムとして知られた御影の広荘な邸宅の邸主 〈阪神間モダニズム#当時建設された主な施設・建築物等参照〉） - 小松一郎（第65代内閣法制局長官、駐フランス特命全権大使） - 齋藤次郎（裁判官、福岡高等裁判所部総括判事） - 塩村仁（ノーベルファーマ創業者・社長） - 四方諒二（陸軍少将、憲兵司令部本部長兼東京憲兵隊隊長） - 島田叡（官選第23代沖縄県知事） - コンニ・ジリアクス（庶民院議員） - 蕭美琴（台湾の女性政治家。民進党第13代副総統。出生地） - 末松信介（第27-28代文部科学大臣、参議院議員） - 鈴木健太（公選第21代秋田県知事） - 杉田水脈（衆議院議員） | - 素野福次郎（TDK社長） - 竹村泰子（参議院議員） - 田中久雄（東芝社長） - 田中実（カカクコム副会長・社長） - 寺﨑秀俊（総務省自治税務局長、神戸市副市長、熊本市副市長） - 寺田千代乃（アート引越センター創業者） - 土井たか子（第68代衆議院議長、衆議院議員） - 長尾秀樹（衆議院議員、大阪市会議員） - 菅谷俊二（オプティム創業者） - 南部靖之（パソナグループ創業者） - 西和彦（マイクロソフト副社長） - 伯井美徳（文部科学審議官、文部科学省初等中等教育局長） - 八馬史尚（J-オイルミルズ社長、日本植物油協会会長） - 林塩（参議院議員） - 速水優（日本銀行総裁、経済同友会代表幹事） - 久元喜造（第16代神戸市長） - 坊恭寿（第103代神戸市会議長） - 牧野正幸（ワークスアプリケーションズ創業者、パトスロゴスCEO、近畿大学情報学研究所客員教授） - 正木靖子（弁護士、日本弁護士連合会副会長） - 正森成二（衆議院議員） - 桝田直（スターバックスコーヒージャパンCOO） - 松下康雄（第27代日本銀行総裁、第23代大蔵事務次官、太陽神戸銀行頭取） - 松本洋（APIコンサルタンツ社長） - 丸川珠代（東京オリンピック・パラリンピック競技大会担当大臣〈第3次安倍第2次改造内閣・菅義偉内閣〉、内閣府特命担当大臣（男女共同参画担当）〈菅義偉内閣〉、参議院議員、テレビ朝日アナウンサー） - 三木谷浩史（楽天グループ創業者・社長） - 森重樹（日本板硝子社長） - 矢田立郎（第15代神戸市長。指定都市市長会会長） - 吉阪俊蔵（第4代商工組合中央金庫理事長） - 米倉弘昌（住友化学会長、日本経済団体連合会会長） - 濵田幸一（アースインフィニティ創業者・社長、日本経済団体連合会加盟） - 横山紳（第29代農林水産事務次官、第27代農林水産省大臣官房長、第10代農林水産省経営局長、農林水産省大臣官房総括審議官〈国際〉） - 吉田浩一郎（クラウドワークス創業者） - ブサイナ・ビント・タイムール（オマーンの王族） - 和田有一朗（衆議院議員） - ユリコ・バッケス（ルクセンブルク国防相） - 吉田知代（衆議院議員） |

### 学術・文化・芸術
| - 青山光二（小説家） - 青山繁晴（参議院議員・独立総合研究所首席研究員・代表取締役） - 縣公一郎（行政学者・早稲田大学教授） - 秌場準一（法学者・一橋大学名誉教授） - 赤穂航 (デザイナー・ファニークリエイト36 代表取締役) - 浅井ラボ（作家） - 浅田彰（経済学者・哲学者・思想史家・京都造形芸術大学教授） - 有本紀明（スペイン文学者） - 井川スミス史子（考古学者・マギル大学名誉教授） - 井茂圭洞（書家） - 生島広治郎（経済学博士、近畿大学名誉教授） - 一柳慧（作曲家） - 伊藤太一（漫画家） - 井戸川射子（詩人・小説家） - 井上由美子（脚本家） - 今竹七郎（グラフィックデザイナー） - 岩崎良明（アニメーション監督） - 植松奎二（彫刻家） - 宇野誠一郎（作曲家） - うのせけんいち（漫画家） - 王少飛（画家） - 大澤壽人（作曲家） - 岡本神草（画家） - 小野田俊蔵（仏教学者・佛教大学歴史学部教授） - 小野秀樹（言語学者・東京大学教授） - 加藤泰（映画監督） - 加藤マユミ（漫画家） - 加藤みのり（漫画家） - 金井壽宏（経営学者・神戸大学教授） - 金山平三（画家） - 亀山耕一郎（作曲家） - 河田潤一（政治学者・大阪大学教授） - 川西英（版画家） - 川端千枝（歌人） - 岸本裕史（元小学校教師。百ます計算の生みの親） - 日下公人（経済評論家・多摩大学名誉教授） - 久坂葉子（小説家） - 久保浩 (彫刻家) - 黒沢清（映画監督） - 小磯良平（画家） - 小寺敬一（関西学院高等商業学部教授。本邸は阪神間モダニズム参照） - 小寺武四郎（経済学者・元関西学院大学学長） - 後藤仁（日本画家・絵本画家） - 小早川欣吾（法学者） - 小林行雄（考古学者） - 小林良彰（経済学者・元同志社大学教授） - 雑賀陽平（漫画家） - 三枝和子（小説家） - 佐々木マキ（漫画家） - 佐渡島庸平（実業家、編集者、著作家、YouTuber） - the rocket gold star（山崎秀昭）（イラストレーター） - 島袋道浩（現代美術家） - ジャレッド・テイラー（文筆家・白人至上主義者） - 寿岳文章（英文学者・書誌学者） - 士郎正宗（漫画家） - 新谷琇紀（彫刻家） - 末元善三郎（天文学者・東京大学名誉教授） - 菅井汲（画家） - 鈴木創士（フランス文学者・EP-4キーボード担当） - 妹尾河童（画家・小説家） - 高木多喜男（法学者・神戸大学名誉教授） - 高見広春（作家） - 竹中郁（詩人） - 田中敏弘（思想史家・関西学院大学名誉教授） - 谷口雅春（宗教家。生長の家創始者） - 谷口守（工学者・筑波大学教授) - 田上恵美子（ガラス工芸家） - 玉木宏樹（作曲家） - 千葉修一（エンジニア・実業家） - 陳舜臣（小説家） - 辻内鏡人（社会学者・元一橋大学教授） - 津野充聡（彫刻家） - 津村信夫（詩人） - 寺沢大介（漫画家） - 土佐信道（芸術家、明和電機代表取締役社長・出生地） - 直木孝次郎（歴史学者・大阪市立大学名誉教授） - 宮口幸治（医学博士・立命館大学産業社会学部教授） | - 中村立行（写真家） - 西川りゅうじん（マーケティングコンサルタント） - 西澤哲（臨床心理士、山梨県立大学教授） - 西村剛（生物学者） - 西村元三朗（画家） - 野間宏（小説家） - 灰谷健次郎（児童文学作家） - Shuzilow.HA（作画監督、キャラクターデザイナー） - 橋本関雪（画家） - 花森安治（編集者・ジャーナリスト） - 濱田州博（工学者・第14代信州大学学長） - 原秀六（法学者・滋賀大学教授） - 東君平（童話作家・絵本作家） - 東和田岳張（ヘアメイクアーティスト、モデル） - 平井泰太郎（経営学者・神戸大学名誉教授） - 平尾浩三（ドイツ文学者・東京大学名誉教授） - 平吉毅州（作曲家） - 広重徹（物理学者・元日本大学教授） - 福田歓一（政治学者・東京大学名誉教授） - 福永陽一郎（指揮者・編曲家・音楽評論家） - 藤田容介（映画監督） - 船尾修 (写真家) - 古川靖洋（経営学者・関西学院大学教授） - 堀川哲（歴史学者▪札幌大学名誉教授） - 本田透（作家） - 牧美也子（漫画家） - 馬淵美意子（詩人・画家） - 舛田利雄（映画監督） - 松原隆一郎（社会学者・経済学者・東京大学教授） - 松本大樹（映画監督） - 松山善三（映画監督・脚本家） - 真渕勝（政治学者・京都大学教授） - 水野清一（考古学者・京都大学名誉教授） - 水野優（翻訳家・チェスプレーヤー） - 宮城道雄（作曲家） - 宮本輝（小説家） - 村上華岳（日本画家） - 村上三郎（抽象画家） - 村瀬春雄（保険学の祖・元東京高等商業学校教授） - 村田晃嗣（政治学者・第32代同志社大学学長） - 森琴石（画家） - 森真一（社会学者） - やすみりえ（川柳作家） - やなぎみわ（現代美術家） - 柳原義達（彫刻家） - 薮内清（天文学者） - 山下毅雄（作曲家） - 山田真哉（公認会計士・作家） - 湯川勇人（国際政治学者・広島大学教授） - 横野浩一（医学者・神戸大学名誉教授） - 横溝正史（小説家） - 横山光輝（漫画家） - 吉川幸次郎（中国文学者・京都大学名誉教授） - 吉川守（言語学者・アッシリア学者） - 梁思成（建築家・建築史家） - 六本佳平（法学者・東京大学名誉教授） - 東公平（将棋観戦記者・チェスプレーヤー） - 淡路仁茂（将棋棋士） - 谷川浩司（将棋棋士） - 内藤國雄（将棋棋士） - 西川和宏（将棋棋士） - 若松政和（将棋棋士） - 中七海（将棋女流棋士） - 木谷實（囲碁棋士） - 結城聡（囲碁棋士） - 安田明夏（女流囲碁棋士） - 山道佳子（歴史学者・慶應義塾大学教授） |

### 芸能・マスコミ
| - 石原裕次郎（俳優・歌手。出生地） - 上田吉二郎（俳優） - 柏原崇（俳優。出生地） - 川隅美慎（俳優） - 堺雅人（俳優。出生地） - 清水善三（元俳優） - 杉良太郎（俳優） - 高島忠夫（俳優） - 殿山泰司（俳優） - 下塚誠（俳優） - 中村梅太郎（俳優） - 新納慎也（俳優） - 野村周平（俳優） - 橋本じゅん（俳優） - 林剛史（俳優） - 藤岡重慶（俳優） - 古田新太（俳優） - マコ岩松（俳優） - 森山未來（俳優） - 浅野ゆう子（女優） - 網浜直子（女優） - 石神澪（女優・タレント） - 井上雪子（女優） - 櫂作真帆（女優） - 北川景子（女優） - 国景子（女優） - 久保陽香（女優） - 小南満佑子（女優。出生地） - 斉藤とも子（女優） - 沢木ルカ（女優） - 鈴木杏樹（女優） - 平愛梨（女優・タレント。出生地） - 平祐奈（女優・タレント。出生地） - 戸田恵梨香（女優） - 中田青渚（女優） - 中西美帆（女優。出生地） - 早瀬久美（女優） - 松下萌子（女優） - 松本理沙（女優） - 松山メアリ（女優） - 水崎綾女（女優） - 村田知栄子（女優） - 森マリア（女優） - 山路ふみ子（女優） - 山本千尋（女優） - 井上希美（ミュージカル俳優） - 久保佳那子（ミュージカル俳優） - 近藤聡明（ミュージカル俳優） - 深水彰彦（ミュージカル俳優） - 町真理子（ミュージカル俳優） - 大和貴恵（ミュージカル俳優） - 愛美（声優） - 一条和矢（声優） - 木内秀信（声優） - 寿美菜子（声優） - 高槻かなこ（声優） - 中井和哉（声優） - 中尾衣里（声優） - 帆風千春（声優） - 前田愛（声優） - 宮村優子（声優） - 王子咲希（モデル） - 貴島明日香（ファッションモデル） - Niki（ファッションモデル） - 水原希子（ファッションモデル・女優） - 水原佑果（ファッションモデル） - 愛宕心響（アイドルグループ乃木坂46のメンバー） - 五百城茉央（アイドルグループ乃木坂46のメンバー） - 池本しおり（グラビアアイドル、アイドルグループテラス×テラスのメンバー） - 井上真由子（アイドルグループSUPER☆GiRLSの元メンバー） - 小西夏菜実（アイドルグループ日向坂46のメンバー） - 坂元葉月（アイドルグループわーすたの元メンバー） - 中間淳太（アイドルグループWEST.のメンバー） - 黒田有彩（タレント） - 阪本麻美（タレント） - 長手絢香（タレント、元ココナッツ娘のメンバー） - 濱田マリ（タレント） - 速瀬愛（タレント） - 松尾貴史（タレント） - 山之内すず（タレント） - 大村崑（コメディアン） - 小原正子（お笑いコンビ クワバタオハラ） - 桜 稲垣早希（お笑いタレント） - ♥さゆり（お笑いコンビ かつみ♥さゆり） - 誠子（お笑いコンビ 尼神インター） - 高橋沙織（お笑いコンビ アルミカン） - 博多大吉（お笑いコンビ博多華丸・大吉。出生地） - マユリカ（お笑いコンビ） - 華ばら（漫才師 フラワーショウ） - 林田十郎（漫才師） - 桂枝雀（落語家） - 桂雀松（落語家） - 桂まん我（落語家） - 笑福亭松之助（落語家） - 立川晴の輔（落語家） | - アヴちゃん（バンド女王蜂のボーカリスト＆ギタリスト） - 井上苑子（シンガーソングライター） - 井上堯之（ミュージシャン） - 岡村靖幸（シンガーソングライター） - 大村憲司（ギタリスト） - 川原洋二（Sound Scheduleのドラマー） - 桑原康伸（バンドガガガSPのベーシスト） - コザック前田（バンドガガガSPのドラマー） - 山本聡（バンドガガガSPのギタリスト） - Taiki（バンドFear, and Loathing in Las Vegasのギタリスト） - 河上幸恵（元アイドル歌手） - 北川賢一（ミュージシャン、元ロードオブメジャーのボーカリスト） - 久宝留理子（歌手） - Ryoji（ホップホップグループケツメイシのボーカリスト） - YURIE（ジャズシンガー） - 神戸一郎 （歌手） - KOBerrieS♪（地域活性化アイドルユニット） - 後藤康二（ミュージシャン、元ZYYGのメンバー） - 小桃音まい（ライブアイドル） - 小松未歩（シンガーソングライター） - 佐川満男（歌手・俳優） - shuji（バンドJanne Da Arcのドラマー） - you（バンドJanne Da Arcのギタリスト） - 瀬口侑希（演歌歌手） - Cheri（シンガーソングライター） - Yuki（バンドD_Drive、East Of Edenのギタリスト） - チャーリー・コーセイ（歌手） - tofubeats（歌手・音楽プロデューサー） - 黒須チヒロ（音楽プロデューサー） - 肥川彩愛（元NMB48） - 平松愛理（歌手） - 松岡卓弥（歌手・元サーターアンダギーのメンバー） - Mishu（歌手・LUV K RAFTのメンバー） - もんたよしのり（歌手） - YOJI（DJ・音楽プロデューサー） - 奥野翔太（バンドWEAVERのベーシスト） - 河邉徹（バンドWEAVERのドラマー） - 杉本雄治（バンドWEAVERのボーカリスト） - 赤﨑夏実（エレクトーン奏者） - 小曽根真（ジャズピアニスト） - 橋本一子（ジャズピアニスト） - 宮崎隆睦（サクソフォーン奏者） - 藤川祥虎（DJ・音楽プロデューサー） - 伊藤利尋 - フジテレビアナウンサー - 井上裕貴 - NHKアナウンサー - 今城和久 - NHKアナウンサー - 大野雄一郎 - 朝日放送テレビアナウンサー - 大吉洋平 - 毎日放送アナウンサー - 北山靖 - 東海ラジオアナウンサー - 清野茂樹 - フリーアナウンサー - 駒田健吾 - TBSアナウンサー - 住田功一 - 元NHKアナウンサー - 田中大貴 - フリーアナウンサー、元RSK山陽放送アナウンサー - 田中憲行 - テレビ金沢社員・元アナウンサー - 玉井新平 - 高知さんさんテレビアナウンサー、元岩手めんこいテレビ - 中井雅之 - フリーアナウンサー、元OBCラジオ大阪アナウンサー - 長谷川太 - 文化放送アナウンサー - 平松修造 - 日本テレビアナウンサー - 真下貴 - NHKアナウンサー - 松本和也 - 実業家、ナレーター、元NHKアナウンサー - あおい有紀 - フリーアナウンサー、元フジテレビ「とくダネ！」パーソナリティー - 赤間優美子 - 元静岡朝日テレビアナウンサー - 池田弥生 - 西日本放送アナウンサー - 上山千穂 - テレビ朝日アナウンサー - 宇垣美里 - フリーアナウンサー、元TBSアナウンサー - 大橋未歩 - フリーアナウンサー、元テレビ東京アナウンサー - 大森万梨乃 - テレビ静岡アナウンサー - 佐藤理子 - 岡山放送アナウンサー - 澤井志帆 - 静岡第一テレビアナウンサー - 清水麻椰 - 毎日放送アナウンサー - 高井美紀 - 毎日放送アナウンサー - 武田知沙 - テレビ愛知アナウンサー - 椿原慶子 - フジテレビアナウンサー - 永島優美 - フジテレビアナウンサー - 長谷川恵子 - 高知放送アナウンサー - 花房果子 - フリーアナウンサー、元高知放送アナウンサー - 平岡沙理 - テレビユー福島アナウンサー - 政井マヤ - フリーアナウンサー、元フジテレビアナウンサー - 松井佐祐里 - フリーアナウンサー、元文化放送アナウンサー - 道岡桃子 - フリーアナウンサー、元新潟テレビ21アナウンサー - 脇浜紀子 - 京都産業大学現代社会学部教授、元読売テレビアナウンサー - 小林李衣奈（ウェザーニューズ気象キャスター） - 小牧ユカ（ニュースキャスター・タレント） - 高野あさお（ラジオパーソナリティ） - 鷲崎健（ラジオパーソナリティ） - ターザン山下（ラジオDJ） - 秋山謙一郎（ジャーナリスト） - 大野博人（ジャーナリスト、元朝日新聞社役員待遇論説主幹） - 堀潤（ジャーナリスト・キャスター、元NHKアナウンサー。出生地） - 鮫島浩（ジャーナリスト） - 石本興司（演出家・俳優） - 一瀬隆重（映画プロデューサー） - 兼高かおる（旅行評論家・ジャーナリスト） - 神田紫（講談師） - 木村奈保子（映画評論家・映像制作者） - 田山力哉（映画評論家） - 津村秀夫（映画評論家） - 淀川長治（映画評論家） |

### 宝塚歌劇団（OGも含む）
- 鳳蘭
- 小川甲子
- 春日野八千代
- 佐保美代子
- 紫苑ゆう
- 箙かおる
- 渚あき
- 西條三恵
- 琴まりえ
- 憧花ゆりの
- 壱城あずさ
- 澄輝さやと
- 早乙女わかば
- 実咲凜音
- 芹香斗亜
- 輝月ゆうま
- 音彩唯

### スポーツ
| - 安達智次郎（元プロ野球選手） - 石岡諒太（元プロ野球選手） - 大下弘（元プロ野球選手） - 金丸夢斗（プロ野球選手） - 来田涼斗（プロ野球選手） - 栗山巧（プロ野球選手） - 才木浩人（プロ野球選手） - 佐藤直樹（プロ野球選手） - 武内晋一（プロ野球選手） - 辰己涼介（プロ野球選手） - 玉野宏昌（元プロ野球選手） - 土井正三（元プロ野球選手） - 長田勝（元プロ野球選手） - 橋本達弥（プロ野球選手） - 別所毅彦（元プロ野球選手） - マック鈴木（元プロ野球選手） - 松本幸大（元プロ野球選手） - 光原逸裕（元プロ野球選手） - 村田真一（元プロ野球選手） - 基満男（元プロ野球選手） - 山口高志（元プロ野球選手） - 水口拓弥（プロ野球審判員） - 田中武宏（大学野球指導者） - 青木尚龍（高校野球指導者） - 泉谷祐勝（宮内省野球班創設者） - 藤田義隆（プロ野球チーム通訳者） - 岩波拓也（サッカー選手） - 香川真司（サッカー選手） - 柏木陽介（サッカー選手） - 河本裕之（サッカー選手） - 小菊昭雄（サッカー指導者） - 小林友希（サッカー選手） - 昌子源（サッカー選手） - 前田遼一（サッカー選手） - 明神智和（サッカー選手） - 寺阪尚悟（サッカー選手） - 永島昭浩（元サッカー選手） - 和田昌裕（元サッカー選手） - 小林里歌子（女子サッカー選手） - 清水梨紗（女子サッカー選手） - テーブス海 (プロバスケットボール選手) - テーブス流河 (バスケットボール選手) - 井上遼（ラグビー選手） - 伊藤鐘平（ラグビー選手） - 日和佐篤（ラグビー選手） - 船曳涼太（ラグビー選手） - 松岡大和（ラグビー選手） - 冨岡周（ラグビー選手） - 植手桃子（女子プロゴルファー） - スタイヤーノ梨々菜（女子プロゴルファー） - 古江彩佳（女子プロゴルファー） - 安田祐香（女子プロゴルファー） | - 阿部一二三（柔道家） - 阿部詩（女子柔道家） - 嘉納治五郎（柔道家） - 篠原信一（柔道家） - 橋本優貴（柔道家） - 松井一矢（トライアスロン選手･陸上選手） - 朝原宣治（元陸上選手） - 伊東浩司（元陸上選手） - 小島初佳（元陸上選手） - ディーン元気（やり投選手） - 八木かなえ（女子重量挙げ選手） - 北島隆三（馬術選手） - 武田麗子（女子馬術選手） - 坂本花織（女子フィギュアスケート選手） - 三原舞依（女子フィギュアスケート選手） - 村元哉中（女子フィギュアスケート選手） - 岸田聖羅 (プロボクサー) - 小西伶弥 (プロボクサー) - 佐藤修 (プロボクサー) - 谷口将隆 (プロボクサー） - 松岡新（プロボクサー） - 松岡輝（プロボクサー） - 松本海聖（プロボクサー） - ジョー小泉（ボクシング評論家） - 牧野智昭（キックボクサー） - 大浜芳美（女子キックボクサー） - 三浦孝太（総合格闘家） - 金本浩二（プロレスラー） - JOE（プロレスラー） - TARU（プロレスラー） - のはしたろう（プロレスラー） - 星野勘太郎（元プロレスラー） - 市来貴代子（女子プロレスラー） - 境摩夜（女子プロレスラー） - さくらあや（女子プロレスラー） - 堀田祐美子（女子プロレスラー） - 真琴（女子プロレスラー） - 瑞希（女子プロレスラー） - 須磨ノ富士茂雄（大相撲力士、中村部屋所属） - 貴闘力忠茂（元大相撲関脇） - 照美山英實（元大相撲十両） - 鬼風一男（元大相撲前頭） - 司天竜芳太郎（元大相撲前頭） - 飛翔富士廣樹（元大相撲十両） - 内野洋平（プロBMX選手） - 井上隆智穂（元レーシングドライバー） |

## 架空の人物
- 秋本・カトリーヌ・麗子（漫画『こちら葛飾区亀有公園前派出所』のヒロイン）
- アネット・O・唐澤（ゲーム・アニメ作品『ガールフレンド（仮）』の登場人物）
- 姫史愛生（ゲーム『Princess Bride』の登場人物）
- 栗栖ここね（ゲーム・アニメ作品『アイカツ!』の登場人物）
- 櫻井桃華（ゲーム『アイドルマスター シンデレラガールズ』の登場人物）
- 鈴木梨香（ライトノベル・漫画・アニメ作品『はたらく魔王さま!』の登場人物）
- 穂波・高瀬・アンブラー（ライトノベル・アニメ作品『レンタルマギカ』の登場人物）
- 保科智子（ゲーム・アニメ作品『To Heart』の登場人物）
- 御巫伊吹（ゲーム・漫画作品『プリズム☆ま〜じカル』のヒロイン）
- いーちゃん（ライトノベル『戯言シリーズ』の主人公）
- 玖渚友（ライトノベル『戯言シリーズ』の登場人物）
- 夜叉神天衣（ライトノベル・漫画・アニメ作品『りゅうおうのおしごと!』の登場人物）
- 藤原萌美（小説『女子大生会計士の事件簿』シリーズの主人公）
- 芳賀ゆい（架空アイドル）

## ゆかりの人物
- イチロー（元プロ野球選手）
- Kobe Bryant（元NBAプロバスケットボール選手）※アメリカ生まれ。神戸(KOBE)が名前の由来。
- 滝川クリステル（フリーアナウンサー）※フランス生まれ。母親が神戸出身で、来日した3歳から小学6年まで神戸で育つ。
- 堀内正美（俳優）※東京都生まれ。1984年に神戸へ移住。